# Kaliapsis cidaris
Kaliapsis cidaris är en svampdjursart som beskrevs av James Scott Bowerbank 1869. Kaliapsis cidaris ingår i släktet Kaliapsis och familjen Phymaraphiniidae.
Artens utbredningsområde är havet kring Fiji. Inga underarter finns listade i Catalogue of Life.